# 莫羅托山
莫羅托山是非洲國家烏干達的山脈，屬於東非大裂谷的一部分，位於該國東北部，處於埃爾貢山以北，毗鄰與肯尼亞接壤的邊界，海拔高度3,083米，山區有多種鳥類棲息。
2°32′N 34°45′E / 2.533°N 34.750°E